# Aumsville
Aumsville és una ciutat del Comtat de Marion (Oregon) als Estats Units d'Amèrica.

## Demografia
Segons el cens del 2007 tenia 3.300 habitants.
Al cens del 2000, Aumsville tenia 3.003 habitants, 961 habitatges, i 803 famílies. La densitat de població era de 1.467,7 habitants per km².
Dels 961 habitatges en un 52,9% hi vivien nens de menys de 18 anys, en un 61,3% hi vivien parelles casades, en un 17,8% dones solteres, i en un 16,4% no eren unitats familiars. En el 12,6% dels habitatges hi vivien persones soles el 4,3% de les quals corresponia a persones de 65 anys o més que vivien soles. El nombre mitjà de persones vivint en cada habitatge era de 3,12 i el nombre mitjà de persones que vivien en cada família era de 3,37.
Per edats la població es repartia de la següent manera: un 36,4% tenia menys de 18 anys, un 8,5% entre 18 i 24, un 31,8% entre 25 i 44, un 17,4% de 45 a 60 i un 5,9% 65 anys o més.
L'edat mediana era de 28 anys. Per cada 100 dones de 18 o més anys hi havia 88,2 homes.
La renda mediana per habitatge era de 40.704$ i la renda mediana per família de 41.316$. Els homes tenien una renda mediana de 32.723$ mentre que les dones 24.514$. La renda per capita de la població era de 14.262$. Aproximadament el 13,8% de les famílies i el 15,8% de la població estaven per davall del llindar de pobresa.

## Poblacions properes
El següent diagrama mostra les poblacions més properes.